# Satisfaction garantie
Satisfaction garantie (titre original : Satisfaction Guaranteed) est une nouvelle de science-fiction d'Isaac Asimov

## Parution
La nouvelle est publiée pour la première fois en avril 1951 dans Amazing Stories. La nouvelle parait ensuite dans le recueil Earth Is Room Enough paru en 1957 (Espace vital en français).
Elle est disponible en France pour la première fois dans le recueil Un défilé de robots dans une traduction de Pierre Billon puis dans le recueil Espace vital en 1976 dans une traduction de Michel Deutsch. Elle est reprise ensuite dans le recueil Nous les robots (Le Grand Livre des robots, 1990).

## Résumé
La nouvelle met en scène Susan Calvin, Tony et le couple Belmont : Larry et Claire.
Larry Belmont arrive à convaincre sa femme de tester la venue d'un robot dans leur maison, alors que l'US Robots a l'interdiction d'avoir des robots sur Terre.
Durant trois semaines, M. Belmont sera à Washington pour son travail. Mme Belmont restera à la maison avec Tony le robot-androïde. Elle a une grande peur du robot. Mais petit à petit, Tony montre son efficacité dans les tâches ménagères et la gestion de la maison. Il métamorphose également Mme Belmont, qui peu à peu tombe amoureuse de lui...